# Broslätt, Mölndal
Broslätt är en stadsdel i centrala delen av kommundelen Västra Mölndal (motsvarande Fässbergs distrikt).
Området avgränsas i norr av vägbron Mölndalsbro, Mölndalsån i öster, Baazgatan i söder och Åbybergskullen i väster.

## Historia
De första inflyttningarna skedde åren 1906 och 1908. Därefter skedde 18 inflyttningar under åren 1910–1915.
Den ursprungliga adressen var Åby Nordgård, men den kom att delas upp i Broslätt 1–83 (vissa med A och B). Områdets ursprungliga omfattning var främst Broslättsgatan och Barnhemsgatan och bebyggdes med villor. Området var fullbebyggt omkring år 1930, men en utbyggnad söderut skedde under 1930- och 1940-talen, då hyreshusen vid Åbybergsgatan, Prytzgatan och Baazgatan tillkom. År 1963 skedde inflyttning i tre hyreshus vid Prytzgatan och Åbybergsgatan, där Bröderna Klings Handelsträdgård tidigare legat. Broslättsskolan ligger söder om Baazgatan.